# Beatrice de Cardi
Beatrice Eileen de Cardi OBE (* 5. Juni 1914 in London; † 5. Juli 2016) war eine britische Vorderasiatische Archäologin. Ihr Forschungsschwerpunkt lag vor allem auf den Anrainerstaaten des Persischen Golfs. Sie galt als Expertin für die prä-islamischen Kulturen dieser Region.

## Leben
Beatrice de Cardi wurde am 5. Juni 1914 als zweite Tochter von Edwin de Cardi (1875–1935), einem korsischen Adligen, und dessen Frau, der US-Amerikanerin Christine Berbette Wurfflein (1875–1964), in London geboren. Dort wuchs sie in einem an Ealing Common gelegenen Haus auf und besuchte die St Paul’s Girls School. Später studierte sie Geschichte, Wirtschaftsgeschichte und Wirtschaftswissenschaft am University College London. Während ihres dortigen Studiums besuchte sie eine Vorlesung von Mortimer Wheeler, dem Direktor des Museum of London, zu dem Thema Großbritannien in römischer Zeit. Wheeler, mit dem sie eine lebenslange Freundschaft verbinden sollte, ermutigte sie sich der Archäologie zu widmen. De Cardi, die sich bereits in ihrer Kindheit für Archäologie interessiert hatte, nahm an Wheelers Ausgrabungen in Maiden Castle in Grafschaft Dorset teil. Mit dessen Frau Tessa Wheeler klassifizierte sie Keramik. 1936 wurde sie Wheelers Sekretärin am Museum of London und löste damit Thalassa Cruso ab, die geheiratet hatte und ihrem Ehemann, dem Archäologen Hugh O’Neill Hencken, in die Vereinigten Staaten gefolgt war. De Cardi blieb bis 1944 im Museum tätig.
Sie erhielt nun vom britischen Außenministerium die Möglichkeit, als Verbindungsoffizier im Allied Supplies Executive des Kriegskabinetts in China tätig zu werden. Dort bereiste sie Indien und China als persönliche Assistentin des britischen Repräsentanten. Nach dem Zweiten Weltkrieg fand sie ihre ursprüngliche Anstellung im Museum of London neubesetzt vor und entschied sich in Indien zu arbeiten, um neben ihrer dortigen Arbeit die Möglichkeit zu haben, zur Indus-Kultur zu forschen. Nach der Teilung Indiens wurde sie in Pakistan tätig. Hierbei wurde sie von Wheeler unterstützt. Als sich die Sicherheitslage in Belutschistan verschlechterte, musste sie ihre dortige Forschung beenden.
Ab 1949 wurde sie für das Council for British Archaeology tätig und blieb dies bis 1973, als sie in den Ruhestand ging. Am 5. Juli 2016 starb sie im hohen Alter von 102 Jahren.

## Forschungsschwerpunkt
De Cardis archäologische Feldforschung konzentrierte sich vor allem auf die an den Persischen Golfs angrenzenden Regionen. Nachdem sie 1947 in Belutschistan forschte, wurde sie in den 1960er Jahren im Iran und den Vereinigten Arabischen Emiraten sowie in den 1970er Jahren in Oman und Katar tätig. Als de Cardi aus gesundheitlichen Gründen nicht mehr aktiv an Ausgrabungen teilnehmen konnte, verlegte sie ihre Arbeit auf das Katalogisieren von Artefakten am Nationalmuseum des Emirats Ra’s al-Chaima.
Bei ihren Ausgrabungen in der Golfregion in den 1970er Jahren fand sie dort die ersten Nachweise für Keramik aus der Obed-Zeit.

## Ehrungen
1950 wurde sie zum Fellow der Society of Antiquaries of London gewählt. Später wurde sie zum Officer des Order of the British Empire sowie zum Fellow der British Academy ernannt und erhielt 1989 die al-Qasimi-Medaille für ihre archäologischen Verdienste um das Emirat Ra’s al-Chaima. Des Weiteren erhielt sie 1993 die Burton Memorial Medal der Royal Asiatic Society. Anlässlich ihres 100. Geburtstages benannte das Council for British Archaeology seinen Hauptsitz in Beatrice de Cardi House um, die Society of Antiquaries verlieh ihr eine Goldmedaille.

## Veröffentlichungen (Auswahl)
- Archaeological Surveys in Baluchistan, 1948 and 1957 (= Institute of Archaeology. Occasional Publications. 8). Institute of Archaeology, London 1983, ISBN 0-905853-13-X.